# Sergi
Sergi ist ein katalanischer männlicher Vorname, abgeleitet vom lateinischen Namen Sergius, der seinerseits vermutlich etruskischen Ursprungs war. Die spanische Form des Namens ist Sergio.

## Namensträger

### Vorname
- Sergi Arimany (* 1990), spanischer Fußballspieler
- Sergi Barjuán (* 1971), spanischer Fußballspieler
- Sergi Belbel (* 1963), katalanischer Schriftsteller, Regisseur und Übersetzer
- Sergi Bruguera (* 1971), spanischer Tennisspieler
- Sergi Busquets (* 1988), spanischer Fußballspieler
- Sergi Darder (* 1993), spanischer Fußballspieler
- Sergi Escobar (* 1974), spanischer Radrennfahrer
- Sergi Gómez (* 1992), spanischer Fußballspieler
- Sergi Guardiola (* 1991), spanischer Fußballspieler
- Sergi López (* 1965), spanischer Filmschauspieler
- Sergi López Segú (1967–2006), spanischer Fußballspieler
- Sergi Moreno (* 1987), andorranischer Fußballspieler
- Sergi Pàmies (* 1960), katalanisch schreibender Schriftsteller und Übersetzer
- Sergi Roberto (* 1992), spanischer Fußballspieler
- Sergi Reixach (* 1989), spanischer Pokerspieler
- Sergi Samper (* 1995), spanischer Fußballspieler
- Sergi Vidal (* 1981), spanischer Basketballspieler

### Familienname
- Arturo Sergi (1925–2006), US-amerikanischer Sänger (Tenor)
- Giuseppe Sergi (1841–1936), italienischer Anthropologe und Rassentheoretiker

## Weiteres
- Nischnije Sergi, Stadt in der russischen Oblast Swerdlowsk